# 노보셀로시

노보셀로 시의 위치

노보셀로시(마케도니아어: Општина Ново Село)는 마케도니아 공화국 동부에 위치한 지방 자치체로 행정 중심지는 노보셀로이며 면적은 237.45km2, 인구는 11,567명(2002년 기준)이다. 북쪽으로는 베로보 시, 북서쪽으로는 보실로보 시, 서쪽으로는 스트루미차 시와 접하며 동쪽으로는 불가리아, 남쪽으로는 그리스와 국경을 접한다.